# Gen suicida
El término gen suicida define un tipo de genes manipulados en laboratorio con el fin de inducir muerte celular. Empleados en terapia génica del cáncer. En estos casos, el gen suicida se inyecta a algunas células cancerosas con el fin de sensibilizarlas a un fármaco exógeno que de otra manera es inocuo para las células, así al exponer las células al fármaco, éstas reaccionan produciendo una toxina que ocasiona muerte celular.
Un ejemplo de este tipo de técnicas es el caso de la timidina kinasa (TK). Consiste en una enzima del virus del herpes simplex I que resulta inofensiva para las células de mamífero pero, cuando se pone en contacto con el agente antiviral ganciclovir transforma a éste en una sustancia bioactiva de forma que va a activar la apoptosis de la célula con TK.
Otro ejemplo resulta el de la 5 fluorocitosina,compuesto inofensivo que se convierte en 5 fluorouracilo (citotóxico) por acción de la citosina desaminasa de E.coli. El 5FU es un análogo de la pirimidina que inhibe la actividad de la sintetasa de timidina, actuando como un antimetabolito con fuertes efectos secundarios. Así, insertando un gen que codifique para esta enzima, tras suministrar el fármaco se produciría la muerte de la célula.